# باتريشيا روزيما
باتريشيا روزيما هي مخرجة كندية ولدت في 20 أغسطس 1958.

## روابط خارجية
- باتريشيا روزيما على موقع IMDb (الإنجليزية)
- باتريشيا روزيما على موقع ألو سيني (الفرنسية)
- باتريشيا روزيما على موقع ميوزك برينز (الإنجليزية)
- باتريشيا روزيما على موقع أول موفي (الإنجليزية)
- باتريشيا روزيما على موقع قاعدة بيانات الأفلام السويدية (السويدية)
- باتريشيا روزيما على موقع إن إن دي بي (الإنجليزية)
- باتريشيا روزيما على موقع ديسكوغز (الإنجليزية)
- باتريشيا روزيما على موقع قاعدة بيانات الفيلم (الإنجليزية)
- باتريشيا روزيما على موقع كينوبويسك (الروسية)